# Marquesado de Santillana
El marquesado de Santillana es un título nobiliario español concedido por el rey Juan II de Castilla en favor de Íñigo López de Mendoza, destacado noble y cortesano de la época, el 8 de agosto de 1445 por una cédula expedida desde Burgos, junto con el condado de Real de Manzanares, como premio a su labor en la primera batalla de Olmedo.

## Denominación
Su nombre hace referencia al municipio cántabro de Santillana del Mar. Íñigo López de Mendoza, como señor, ya ostentaba el título desde junio de 1444.

## Historia
El título de marqués de Santillana está vinculado, junto al condado de Saldaña, a los herederos del ducado del Infantado.